# Поєніца-Войній
Поєніца-Войній (рум. Poienița Voinii) — село у повіті Хунедоара в Румунії. Входить до складу комуни Буніла.
Село розташоване на відстані 300 км на північний захід від Бухареста, 25 км на південний захід від Деви, 138 км на південний захід від Клуж-Напоки, 114 км на схід від Тімішоари.

## Населення
За даними перепису населення 2002 року у селі проживали 140 осіб, усі — румуни. Усі жителі села рідною мовою назвали румунську.